# Torneo WTA de Valencia 2022
El BBVA Open Internacional de Valencia 2022 fue un torneo de tenis profesional jugado en canchas de tierra batida. Se trató de la 2.ª edición del torneo que formó parte de los Torneos WTA 125s en 2022. Se llevó a cabo en Valencia, España, entre el 6 de junio al 12 de junio de 2022.

## Cabezas de serie

### Individuales
| Tenista            | Ranking | Preclasificada |
| Nuria Párrizas     | 45      | 1              |
| Varvara Gracheva   | 71      | 2              |
| Qinwen Zheng       | 74      | 3              |
| Arantxa Rus        | 78      | 4              |
| Anastasia Potapova | 80      | 5              |
| Kristína Kučová    | 88      | 6              |
| Ana Bogdan         | 93      | 7              |
| Dalma Gálfi        | 96      | 8              |

- Ranking del 23 de mayo de 2022

### Dobles
| Tenista                        | Ranking | Preclasificada |
| Irina Bara Ekaterine Gorgodze  | 112     | 1              |
| Anastasia Potapova Arantxa Rus | 176     | 2              |

## Campeonas

### Individuales femeninos
Qinwen Zheng venció a  Xiyu Wang por 6–4, 4–6, 6–3

### Dobles femenino
Aliona Bolsova /  Rebeka Masarova vencieron a  Alexandra Panova /  Arantxa Rus por 6–0, 6–3